# هوف
هوف (Hof) مدينة تقع على ضفاف نهر زاله في الركن الشمالي الشرقي من ولاية بافاريا الألمانية، في منطقة فرنكونيا، عند الحدود التشيكية ومنطقتي فيشتلغبيرغي وفرنكنفالت المرتفعتين الغابيتين.

## المناخ
يظهر الجدول التالي التغييرات المناخية على مدار السنة لهوف:
| البيانات المناخية لـهوف           | البيانات المناخية لـهوف | البيانات المناخية لـهوف | البيانات المناخية لـهوف | البيانات المناخية لـهوف | البيانات المناخية لـهوف | البيانات المناخية لـهوف | البيانات المناخية لـهوف | البيانات المناخية لـهوف | البيانات المناخية لـهوف | البيانات المناخية لـهوف | البيانات المناخية لـهوف | البيانات المناخية لـهوف | البيانات المناخية لـهوف |
| الشهر                             | يناير                   | فبراير                  | مارس                    | أبريل                   | مايو                    | يونيو                   | يوليو                   | أغسطس                   | سبتمبر                  | أكتوبر                  | نوفمبر                  | ديسمبر                  | المعدل السنوي           |
| --------------------------------- | ----------------------- | ----------------------- | ----------------------- | ----------------------- | ----------------------- | ----------------------- | ----------------------- | ----------------------- | ----------------------- | ----------------------- | ----------------------- | ----------------------- | ----------------------- |
| الدرجة القصوى °م (°ف)             | 13.3 (55.9)             | 15.9 (60.6)             | 21.3 (70.3)             | 28.2 (82.8)             | 29.9 (85.8)             | 32.5 (90.5)             | 34.9 (94.8)             | 35.2 (95.4)             | 31.0 (87.8)             | 25.1 (77.2)             | 16.8 (62.2)             | 13.6 (56.5)             | 35.2 (95.4)             |
| متوسط درجة الحرارة الكبرى °م (°ف) | 0.4 (32.7)              | 1.8 (35.2)              | 6.2 (43.2)              | 11.6 (52.9)             | 16.7 (62.1)             | 19.3 (66.7)             | 21.7 (71.1)             | 21.6 (70.9)             | 16.9 (62.4)             | 11.5 (52.7)             | 5.0 (41.0)              | 1.2 (34.2)              | 11.2 (52.1)             |
| المتوسط اليومي °م (°ف)            | −2.0 (28.4)             | −1.6 (29.1)             | 2.6 (36.7)              | 6.9 (44.4)              | 11.6 (52.9)             | 14.4 (57.9)             | 16.6 (61.9)             | 16.4 (61.5)             | 12.4 (54.3)             | 7.9 (46.2)              | 2.5 (36.5)              | −1.0 (30.2)             | 7.2 (45.0)              |
| متوسط درجة الحرارة الصغرى °م (°ف) | −4.5 (23.9)             | −4.2 (24.4)             | −1.0 (30.2)             | 2.1 (35.8)              | 6.5 (43.7)              | 9.4 (48.9)              | 11.5 (52.7)             | 11.2 (52.2)             | 7.8 (46.0)              | 4.2 (39.6)              | 0.0 (32.0)              | −3.2 (26.2)             | 3.3 (38.0)              |
| أدنى درجة حرارة °م (°ف)           | −24.7 (−12.5)           | −27.0 (−16.6)           | −24.1 (−11.4)           | −11.6 (11.1)            | −5.1 (22.8)             | −1.6 (29.1)             | 1.2 (34.2)              | 1.0 (33.8)              | −4.0 (24.8)             | −10.5 (13.1)            | −15.0 (5.0)             | −25.4 (−13.7)           | −27.0 (−16.6)           |
| الهطول مم (إنش)                   | 62.0 (2.44)             | 50.2 (1.98)             | 56.0 (2.20)             | 46.4 (1.83)             | 61.5 (2.42)             | 72.6 (2.86)             | 86.0 (3.39)             | 78.6 (3.09)             | 60.9 (2.40)             | 57.1 (2.25)             | 61.2 (2.41)             | 66.8 (2.63)             | 759.3 (29.9)            |
| متوسط أيام هطول الأمطار           | 12.3                    | 10.0                    | 12.1                    | 9.7                     | 10.2                    | 10.8                    | 11.6                    | 9.8                     | 9.6                     | 9.7                     | 11.4                    | 12.3                    | 129.5                   |
| ساعات سطوع الشمس الشهرية          | 48.3                    | 76.5                    | 111.7                   | 168.4                   | 208.2                   | 198.4                   | 217.1                   | 209.6                   | 154.8                   | 112.1                   | 49.9                    | 37.3                    | 1٬592٫3                 |
| المصدر: Météo Climat              |                         |                         |                         |                         |                         |                         |                         |                         |                         |                         |                         |                         |                         |

## توأمة
لهوف اتفاقيات توأمة مع كل من:
- كاروارو
- أوغدن
- يوينسو
- فيلنوف-لا-غارين
- بلاوين
- خب

## أعلام
- كارل هوفمان
- تيبور يوست
- فرانز يوهان هوفمان
- أكسل هاس
- كلاوس فيديماير
- برنهارد ليشتنبرغ
- ليزا كروزار
- ليو غوتس

## معرض صور

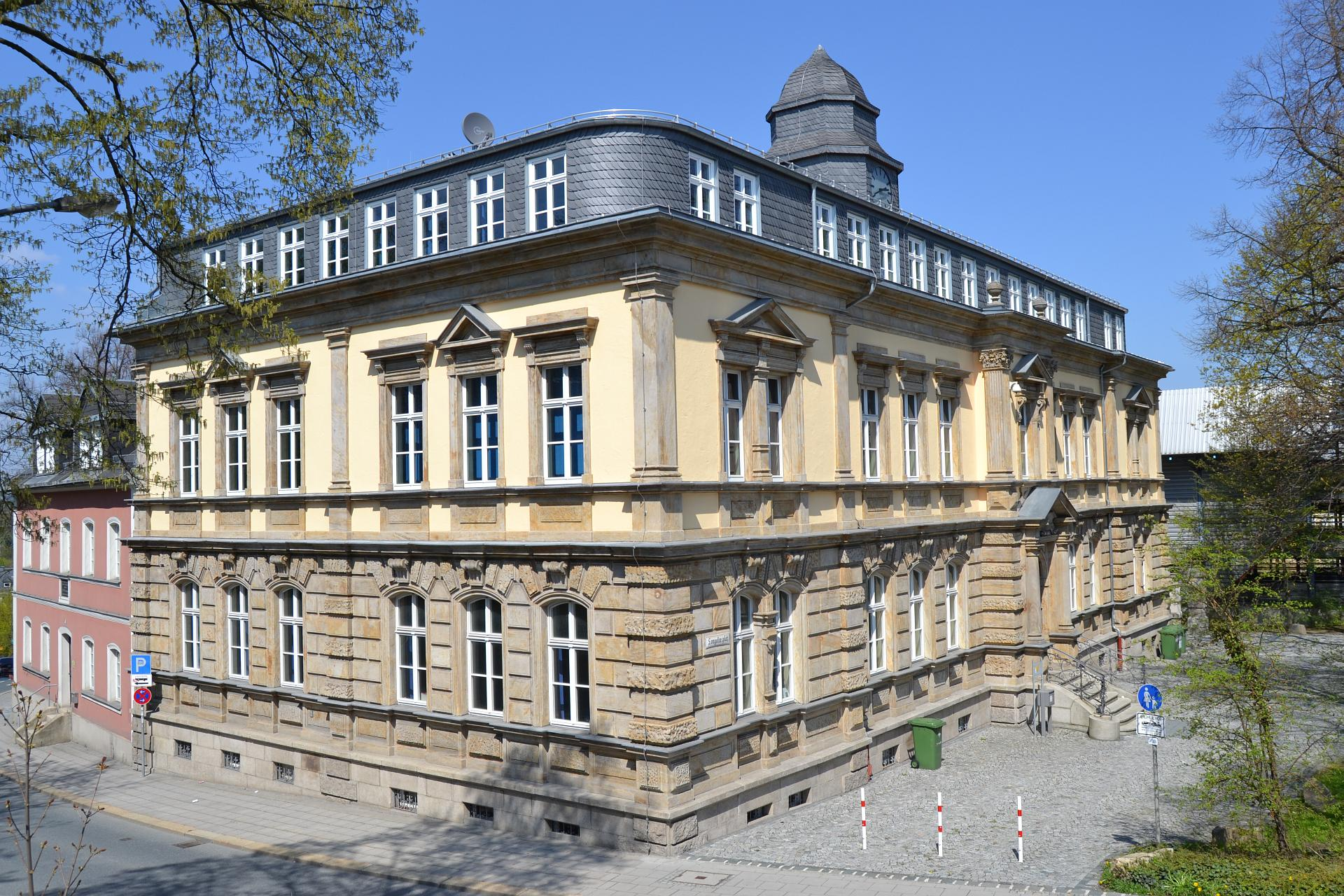
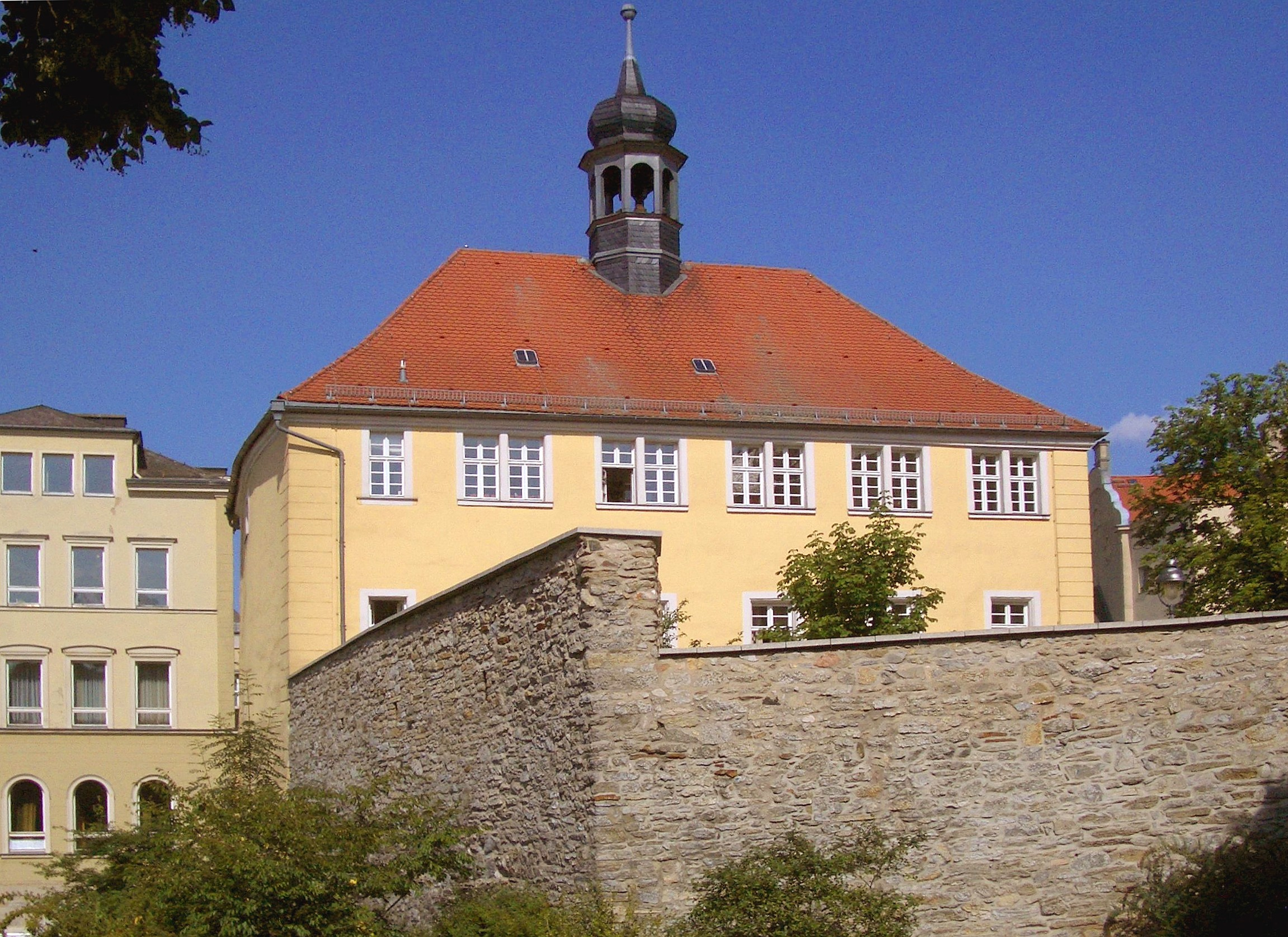

- ملف:Südkante Gebäude B Hochschule Hof 20210815 HOF03601.jpg.jpg